# Nephtys
Nephtys är ett släkte av ringmaskar som beskrevs av Cuvier 1817. Nephtys ingår i familjen Nephtyidae.

## Bildgalleri

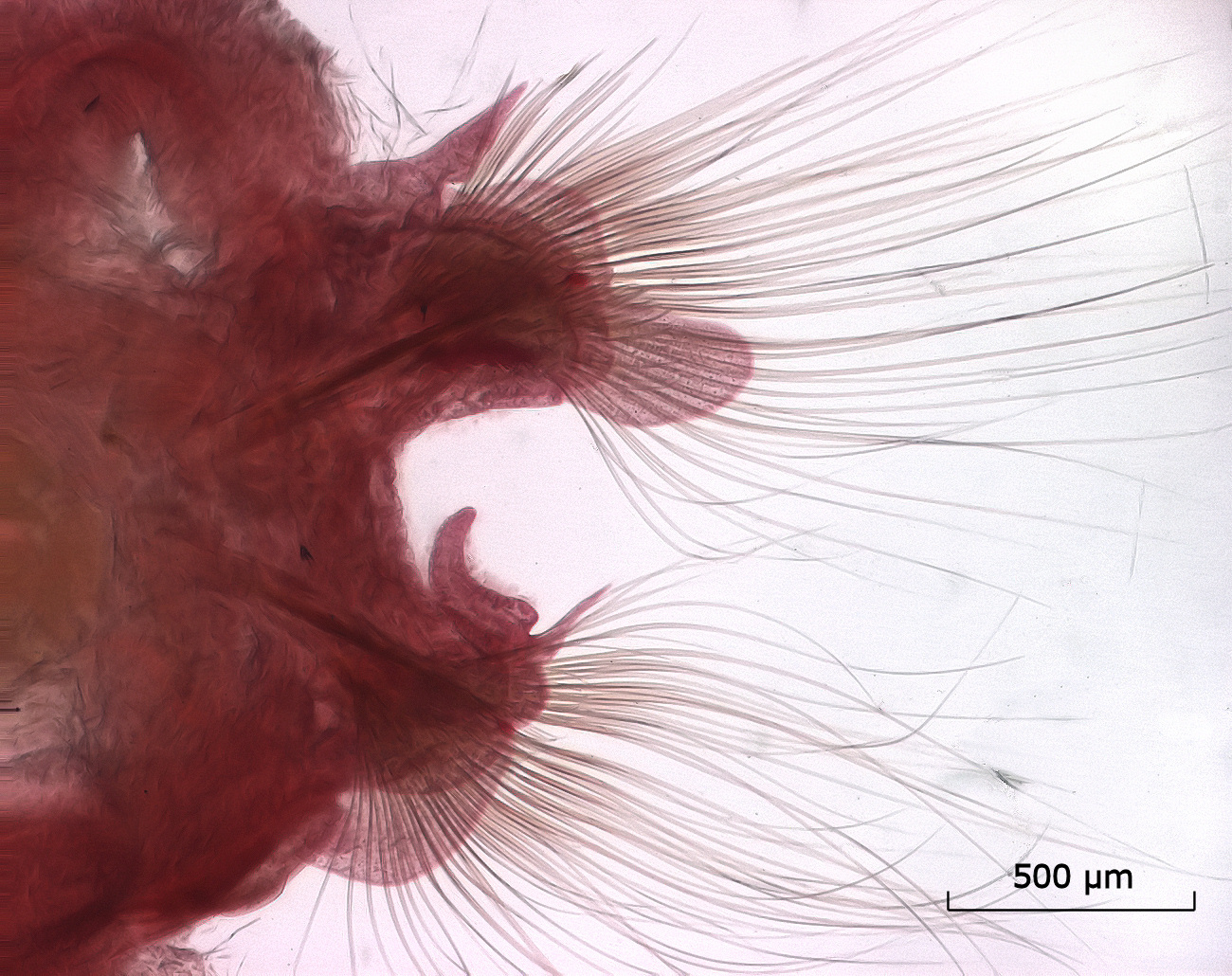

## Dottertaxa tillNephtys, i alfabetisk ordning[1][2]
- Nephtys acrochaeta
- Nephtys assignis
- Nephtys assimilis
- Nephtys bilobatus
- Nephtys brachycephala
- Nephtys breogani
- Nephtys brevibranchis
- Nephtys bruuni
- Nephtys bucera
- Nephtys caeca
- Nephtys caecoides
- Nephtys californiensis
- Nephtys chemulpoensis
- Nephtys ciliata
- Nephtys cirrosa
- Nephtys cornuta
- Nephtys cryptomma
- Nephtys cuvieri
- Nephtys danida
- Nephtys discors
- Nephtys ectopa
- Nephtys ferruginea
- Nephtys fluviatilis
- Nephtys furcifera
- Nephtys glabra
- Nephtys gravieri
- Nephtys hombergii
- Nephtys hudsonica
- Nephtys hystricis
- Nephtys imbricata
- Nephtys impressa
- Nephtys incisa
- Nephtys kersivalensis
- Nephtys longosetosa
- Nephtys lyrochaeta
- Nephtys magellanica
- Nephtys mesobranchia
- Nephtys mirocirris
- Nephtys monroi
- Nephtys multicirrata
- Nephtys neopolybranchia
- Nephtys oculata
- Nephtys oligobranchia
- Nephtys palatii
- Nephtys panamensis
- Nephtys paradoxa
- Nephtys parva
- Nephtys pente
- Nephtys phasuki
- Nephtys phyllocirra
- Nephtys picta
- Nephtys polybranchia
- Nephtys pulchra
- Nephtys punctata
- Nephtys quatrefagesi
- Nephtys rickettsi
- Nephtys schmitti
- Nephtys semiverrucosa
- Nephtys serrata
- Nephtys serratifolia
- Nephtys serratus
- Nephtys signifera
- Nephtys simoni
- Nephtys sinensis
- Nephtys singularis
- Nephtys spiribranchis
- Nephtys squamosa
- Nephtys sukumoensis
- Nephtys tulearensis
- Nephtys zatsepini